# Goldhelm von Leiro

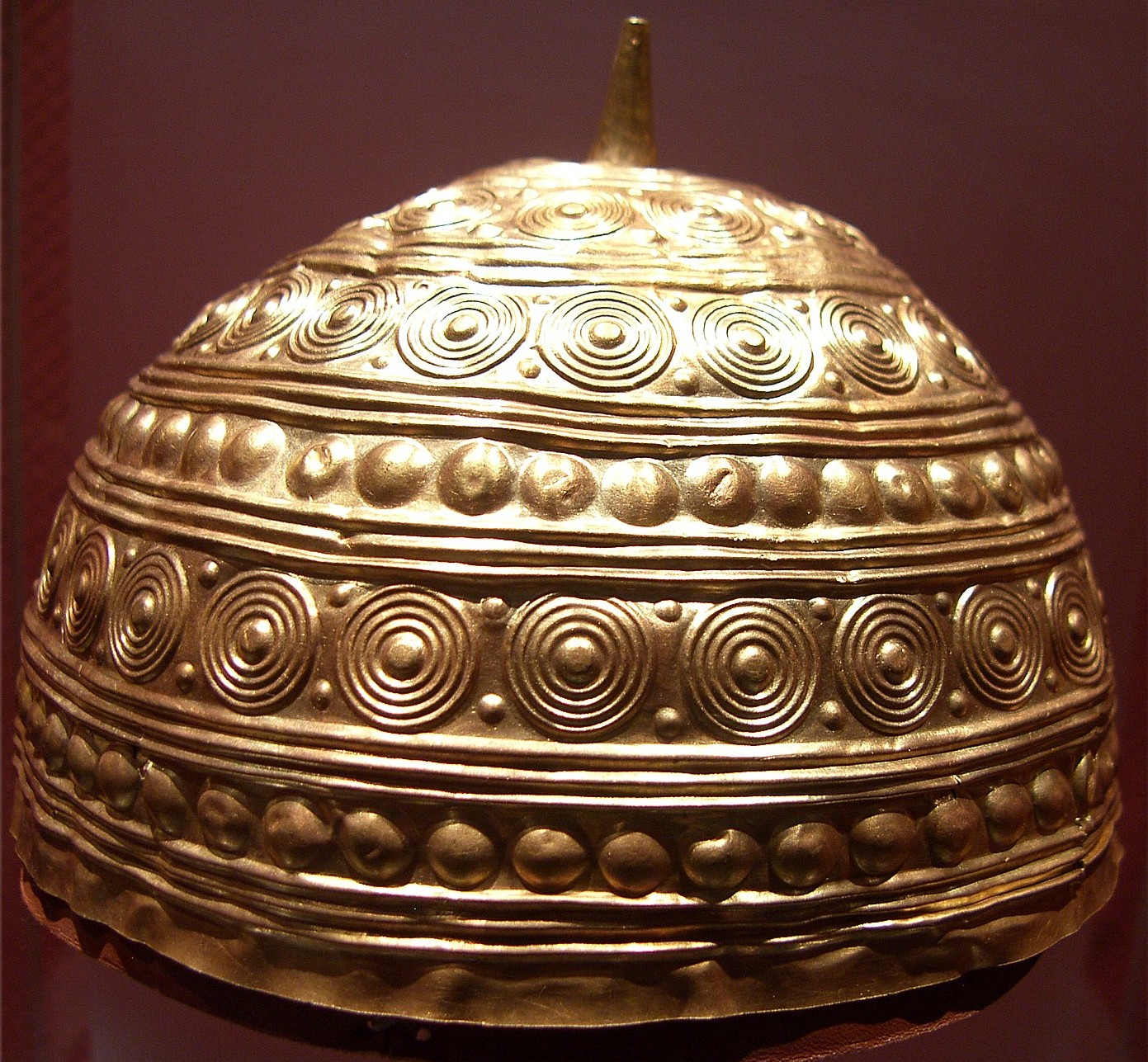
Der Goldhelm von Leiro im Museum Arqueolóxico e Histórico, Castelo San Antón, A Coruña

Lage der Fundregion A Coruña in Spanien

Der Helm Casco de Leiro ist ein ritueller Hut aus der späten Bronzezeit, vermutlich um das Jahr 1000 v. Chr. datiert.
Das Objekt aus Gold wurde aus einem einzigen Gußrohling hergestellt. Anschließend wurden in die komplette Oberfläche horizontale Bänderverzierungen eingetrieben. Die Höhe beträgt mit Spitze (2,3 cm) 15 cm, der Durchmesser 19,5 cm und der Helm hat ein Gewicht von 270 Gramm.
Die Art der Verzierung ähnelt stark den sonst aus der Bronzezeit in Mitteleuropa gefunden goldenen Hüten vom Typus Schifferstadt.
Die konzentrischen Kreise etwa werden als Sonnensymbole interpretiert. Eine umfassende Analyse über eine mögliche Bedeutung der Verzierungen wurde bisher noch nicht durchgeführt (2003).
Gefunden wurde er am 7. April 1976 am Strand der Gemeinde Leiro (Rianxo), in der Provinz A Coruña, Galicien, Spanien. An diesem Tag wollte der lokale Fischer J.M.ª Vicente Somoza eine neue Bootshütte bauen. Bei der Begradigung des Bodens zerstörte er das Tongefäß, in dem sich der Hut befand. Sofort meldete er seinen Fund den örtlichen Behörden. Heute kann man ihn im Museum „Arqueológico e Histórico“ in A Coruña besichtigen.

## Belege
1. ↑  Beatriz Comendador Rey: The Leiro Hoard (Galicia, Spain): The Lonely Find. In: Anja Grebe (Red.): Gold und Kult der Bronzezeit. Verlag des Germanischen Nationalmuseums, Nürnberg 2003, ISBN 3-926982-95-0, S. 176–188, (Ausstellungskatalog, Nürnberg, Germanisches Nationalmuseum, 22. Mai – 7. September 2003), online (PDF; 705 kB).
2. ↑  Barbara Armbruster: Techniques d’orfèvrerie préhistorique des tôles d'or en Europe atlantique des origines à l’introduction du fer. In: Aquitania. Supplément 9, ISSN 0991-5281, S. 243–244.
3. ↑  Martín Almagro Gorbea: Orfebrería del Bronce Final en la Península Ibérica. El tesoro de Abía de la Obispalía, la orfebrería tipo Villena y los cuencos de Axtroki. In: Trabajos de Prehistoria. Bd. 31, Nr. 1, 1974, ISSN 0082-5638, S. 39–100.